# 達登餐飲公司
達登餐飲公司（英語：Darden Restaurants）是北美最大的多品牌全方位服務餐飲公司。該公司旗下以經營休閒餐廳為主。
因此，與全球擁有最多連鎖速食店的百勝 (YUM!) 是有所區別。公司總部設在美國佛羅里達州奧蘭多市。
達登餐飲旗下擁有眾多個知名品牌的休閒連鎖餐廳，比如: 紅龍蝦餐館；橄榄园餐厅；
LongHorn Steakhouse；  The Capital Grille；Bahama Breeze 和 Seasons 52。

## 經營及分店
達登餐飲擁有並經營超過 1800多家餐廳, 餐飲業務遍佈北美，雇有職員超過  180,000名。

而達登餐飲公司在美國並沒有實行特許經營，但在其他國家有授權經營。

在加拿大，達登餐飲擁有35間公司旗下的餐廳，其中包括29 間 紅龍蝦餐館 和 
6 間 橄榄园餐厅。

## 外部連結
- Darden Restaurants, Inc. 達登餐飲公司 （页面存档备份，存于）

## 備註及參考資料
1. 1 2  .   [2010-07-23]. （原始内容存档于2021-05-09）.
2. ↑  .   [2010-07-23]. （原始内容存档于2021-03-26）.